# مارمولک سبز بالکان
مارمولک سبز بالکان (نام علمی: Lacerta trilineata) نام یک گونه از سرده لاسرتا است.